# Чемпіонат НДР з хокею 1959—1960
Чемпіонат НДР з хокею 1960 — чемпіонат НДР, чемпіоном став клуб «Динамо» (Вайсвассер).

## Попередній етап

### 1 група
| М  | Команда                   | І  | Пер | Н | Пор | Ш      | О  |
| -- | ------------------------- | -- | --- | - | --- | ------ | -- |
| 1. | «Динамо» (Вайсвассер)     | 12 | 12  | 0 | 0   | 115:23 | 24 |
| 2. | Вісмут (Карл-Маркс-Штадт) | 12 | 7   | 1 | 4   | 58:57  | 15 |
| 3. | СГ «Динамо» (Росток)      | 12 | 4   | 1 | 7   | 43:66  | 9  |
| 4. | СК Айнхайт (Берлін)       | 12 | 0   | 0 | 12  | 36:106 | 0  |

Скорочення: М = підсумкове місце, І = ігри, Пер = перемоги, Н = нічиї, Пор = поразки, Ш = закинуті та пропущені шайби, О = набрані очки

### 2 група
| М  | Команда               | І  | Пер | Н | Пор | Ш      | О  |
| -- | --------------------- | -- | --- | - | --- | ------ | -- |
| 1. | АСК Форвертс (Берлін) | 12 | 8   | 1 | 3   | 69:24  | 17 |
| 2. | СК «Динамо» (Берлін)  | 12 | 8   | 0 | 4   | 90:27  | 16 |
| 3. | ТСК Обершоневайде     | 12 | 6   | 1 | 5   | 55:38  | 13 |
| 4. | АСК Форвертс (Ерфурт) | 12 | 1   | 0 | 11  | 13:138 | 1  |

Скорочення: М = підсумкове місце, І = ігри, Пер = перемоги, Н = нічиї, Пор = поразки, Ш = закинуті та пропущені шайби, О = набрані очки

## Фінальний раунд

### 1 - 4 місця
| М  | Команда                   | І | Пер | Н | Пор | Ш     | О  |
| -- | ------------------------- | - | --- | - | --- | ----- | -- |
| 1. | «Динамо» (Вайсвассер)     | 6 | 5   | 1 | 0   | 40:9  | 11 |
| 2. | СК «Динамо» (Берлін)      | 6 | 3   | 1 | 2   | 23:21 | 7  |
| 3. | АСК Форвертс (Берлін)     | 6 | 2   | 0 | 4   | 15:33 | 4  |
| 4. | Вісмут (Карл-Маркс-Штадт) | 6 | 1   | 0 | 5   | 16:31 | 2  |

Скорочення: М = підсумкове місце, І = ігри, Пер = перемоги, Н = нічиї, Пор = поразки, Ш = закинуті та пропущені шайби, О = набрані очки

### 5 - 8 місця
| М  | Команда               | І | Пер | Н | Пор | Ш     | О  |
| -- | --------------------- | - | --- | - | --- | ----- | -- |
| 5. | СГ «Динамо» (Росток)  | 6 | 5   | 0 | 1   | 27:13 | 10 |
| 6. | ТСК Обершоневайде     | 6 | 4   | 1 | 1   | 38:18 | 9  |
| 7. | СК Айнхайт (Берлін)   | 6 | 1   | 1 | 4   | 22:37 | 3  |
| 8. | АСК Форвертс (Ерфурт) | 6 | 1   | 0 | 5   | 15:34 | 2  |

Скорочення: М = підсумкове місце, І = ігри, Пер = перемоги, Н = нічиї, Пор = поразки, Ш = закинуті та пропущені шайби, О = набрані очки

## Перехідні матчі
- АСК Форвертс (Ерфурт) — СК Емпор Росток 2:9, 2:6